# Don't Worry 'Bout It
Don't Worry 'Bout It è un singolo del rapper statunitense 50 Cent, pubblicato nel 2014 ed estratto dall'album Animal Ambition. Il brano vede la partecipazione di Yo Gotti.

## Tracce
- Download digitale

1. Don't Worry 'Bout It (featuring Yo Gotti)